# Marolles, Oise

Marolles este o comună în departamentul Oise, Franța. În 1 ianuarie 2022 avea o populație de 646 de locuitori.